# Hluk
Hluk (in tedesco Hulken) è una città della Repubblica Ceca nella Regione di Zlín, nel Distretto di Uherské Hradiště.